# 三上剛仙
三上 剛仙（みかみ ごうせん、1943年9月15日 - ）は、北海道出身の元俳優。エヌ・エー・シーなどに所属していた。
旧芸名は三上 剛（みかみ つよし）、三上剛山。

## 出演作品

### テレビドラマ

#### NHK
- 大河ドラマ
  - 花神 第28話「たった一人の長州藩」（1977年） - 本山七郎
  - 山河燃ゆ（1984年） - 壮士風の男
  - 春の波涛（1985年） - 銀水閣の客
  - 新大型時代劇 / 真田太平記（1985年） - 瀬兵衛
  - いのち（1986年） - 乗客
  - 翔ぶが如く 第1部「幕末編」 第19話「異人斬り」（1990年）
  - 炎立つ（1993年） - 金為行
- 連続テレビ小説
  - チョッちゃん（1987年) - 男 ※三上剛山名義

#### 日本テレビ
- だから大好き! 第6話「コートで恋のキューピット!」（1972年）
- 太陽にほえろ!
  - 第22話「刑事の娘」（1972年） - 吉井
  - 第56話「その灯を消すな!」（1973年） - 梶田の部下
  - 第271話「警察犬ブラック」（1977年）
  - 第293話「汚れなき殺人者」（1978年）
  - 第300話「男たちの詩」
  - 第306話「ある決意」（1978年）
  - 第307話「反転」（1978年）
  - 第315話「ライバル」（1978年）
  - 第331話「新曲」（1978年）
  - 第344話「射程距離」（1979年）
  - 第345話「告発」（1979年）
  - 第346話「華麗なる証人」（1979年）
  - 第349話「見知らぬ乗客」（1979年）
  - 第359話「ジョギングコース」（1979年）
  - 第396話「記念樹」（1980年）
  - 第397話「昔の告発」（1980年）
  - 第425話「愛の詩-島刑事に捧ぐ」（1980年）
  - 第426話「愛の終曲」（1980年）
  - 第431話「誰が彼を殺したか」（1980年）
  - 第438話「取調室」（1980年）
  - 第440話「強き者よ、その名は…」（1981年）
  - 第457話「長さんが刑事を辞めたくなった」（1981年）
  - 第511話「爆発! ロッキー刑事」（1982年）
  - 第512話「婚約者の死」（1982年）
  - 第519話「岩城刑事、ロッキーにて殉職」（1982年）
  - 第555話「一枚の絵」（1982年）
  - 第576話「刑事・山さん」（1983年） - 山田鑑識課員
  - 第598話「戦士よ眠れ・新たなる闘い」（1984年）
  - 第602話「誰かが私を狙っている」（1984年） - 山田鑑識課員
  - 第604話「戦場のブルース」（1984年） - 山田鑑識課員
  - 第633話「ホスピタル」（1985年）
  - 第651話「号泣」（1985年）
  - 第652話「相続ゲーム」（1985年）
  - 第665話「殉職刑事たちよやすらかに」（1985年）
  - 第680話「陽ざしの中を」（1986年）
  - 第687話「男と女の関係」（1986年）
  - 第712話「小鳥のさえずり」（1986年）
  - 太陽にほえろ!PART2（1986年）
    - 第2話「探偵物語」
    - 第3話「老犬ムク」
- 流星人間ゾーン 第5話「キングギドラをむかえ撃て!」（1973年） - ガロガバラン星人
- 子連れ狼 第一部 第7話「あんにゃとあねま」（1973年）
- 水滸伝 第17話「林中・宿敵に挑む」（1974年） - 主任
- おんな浮世絵・紅之介参る! 第24話「処刑四半刻前」（1975年）
- 祭ばやしが聞こえる 第15話（1978年）
- 新五捕物帳
  - 第48話「七日目の自訴」（1978年） - 伊佐吉
  - 第188話「情けを斬った白刃」（1982年）
- 俺たちは天使だ! 第6話「運が良ければ痛み分け」（1979年） - 医師
- 西遊記II 第5話「妖異 太陽が二つの国」（1979年）
- 特命刑事 第2話「脱獄」（1980年）
- 幻之介世直し帖 第5話「はやぶさ剣法罠を斬れ」（1981年） - 吟味同心
- 俺はご先祖さま 第13話「ヨーコとミミは瓜ふたつ」（1982年）
- 右門捕物帖（1983年）
  - 第16話「闇からの挑戦」
  - 第24話「大川恋唄」
- 火曜サスペンス劇場 / モナ・リザの身代金（1983年）
- 誇りの報酬
  - 第10話「さらば、田舎刑事!」（1985年）
  - 第37話「天草灘に落日を追え」（1986年）
- 木曜ゴールデンドラマ / 姉妹（1986年）
- あぶない刑事 第6話「誘惑」（1986年） - 宮本浩二
- ハロー!グッバイ 第5話「愛と哀しみの刑事」（1989年）

#### TBS
- ブラザー劇場
  - 刑事くん 第3部 第6話「きみの勇気こそ!」（1974年）
  - コメットさん 第2期 第1話「愛ってなァに?」（1978年）
- ウルトラマンA 第37話「友情の星よ永遠に」（1972年） - 加島の部下
- キイハンター 第254話「それ行け! 新婚珍道中」（1973年）
- 白い荒野（1977年）
- 青春の門 第二部「自立編」 第15話（1978年）
- 赤いシリーズ
  - 赤い絆 第18話「母よ! ただ一人の母よ」（1978年）
  - 赤い嵐 第8話「僕の恋人ショックな変身」（1979年）
  - 赤い関係（1982年）
- 七人の刑事 第3シーズン 第4話「ひとりぼっちのビートルズ」（1978年）
- 薔薇海峡 第1話「愛がそむく朝」（1978年）
- 歴史の涙（1980年）
- 噂の刑事トミーとマツ 第1シリーズ 第42話「サッチが結婚 トミー激祝マツ激怒」（1980年）
- Gメン'75 第291話「女たちの殺人忘年会」（1980年）
- 秘密のデカちゃん 第11話「署長ウハウハ!! 娘20の離婚宣言」（1981年）
- 花王愛の劇場
  - ふたりの旅路（1981年）
  - 忘却の愛（1985年）
  - あなただったら?（1986年）
- ザ・サスペンス / 悪しき星座（1984年）
- 仮面ライダーBLACK 第5話「迷路を走る光太郎」（1987年） - 医師
- 月曜ドラマスペシャル
  - 華麗なるペテン師（1991年）
  - 松本清張サスペンス 黒い画集・証言（1992年）

#### フジテレビ
- あしたに駈けろ! 第1話「友よ日はまた昇る」（1972年）
- ミラーマン 第45話「少年と黒い大怪獣ブラックゴン」（1972年） - 佐々木
- ロボット刑事 第5話「二重犯人の謎」、第6話「恐怖の死刑マシン!!」（1973年） - 青木
- 三日月情話 第6話（1976年）
- 江戸の旋風 第3シリーズ
  - 第23話「同心わかれ道」（1977年）
  - 第44話「泥棒入門」（1978年）
- 大空港
  - 第12話「逃亡者」（1978年）
  - 第41話「愛よ大空に散れ! 特捜部対ヤクザの斗いパートIII」（1979年）
  - 第53話「マフィアの恐怖! フラメンコダンサーの愛と死」（1979年）
- メガロマン 第2話「友情のブレスレット」（1979年） - テツオの父
- 江戸の激斗 第2話「闇にひそむ牙」（1979年）
- 旅がらす事件帖
  - 第3話「涙に濡れた姉妹鈴」（1980年）
  - 第26話「直次郎・暁に旅立つ」（1981年） - 武士
- 仇討選手（1981年）
- 同心暁蘭之介 第23話「まぼろしの女」（1982年）
- 時代劇スペシャル / 音なし源 さの字殺し（1983年）
- 華の嵐 第50、51話（1988年）
- 夏の嵐 第49、50、52、53話（1989年）
- 世にも奇妙な物語 「人形」（1992年）
- 指輪 第61話（1995年）

#### テレビ朝日
- 非情のライセンス 第1シリーズ 第18話「兇悪の里」（1973年） - 村越
- 旗本退屈男 第15話「謎の献上水」（1974年） - 役人
- イナズマン 第22話「歩く土人形 恐怖の大地割れ!!」（1974年） - 野中博士
- 仮面ライダーX（1974年）
  - 第9話「Xライダー必殺大特訓」 - ミキの父（マッハアキレス人間態）[3]
  - 第18話「恐い! ゴッドの化けネコ作戦だ!」 - 沢田隆[4]
- 右門捕物帖
  - 第6話「裏切り」（1974年）
  - 第13話「左刺しの匕首」（1974年） - 浪人
  - 第15話「殺しの株札」（1974年）
  - 第43話「牡丹の刺青」（1975年）
- 幡随院長兵衛お待ちなせえ 第14話「女が燃える!」（1974年）
- ザ・ボディガード 第14話「愛と死の空中ぶらんこ」（1974年）
- 破れ傘刀舟悪人狩り 第63話「父と子の詩」（1975年） - 弥七
- 江戸の鷹 御用部屋犯科帖 第10話「凶弾! 復讐の女豹」（1978年） - 半次
- 半七捕物帳（尾上菊五郎版） 第11話「お化け半鐘」（1978年）
- 土曜ワイドステーション→土曜ワイド劇場
  - 山村美紗サスペンス「マラッカの海に消えた」（1979年）
  - 窓の中の殺人（1983年）
  - 整形復顔サスペンス 第1作「整形復顔の花嫁 すりかわった女が偽装結婚! 母はすべてを知っていた?」（1984年）
  - 女刑事・柏木冴子 金沢・越前海岸連続誘拐殺人事件!（1993年）
  - 牟田刑事官事件ファイル 第25作「洞爺湖温泉に泊まった女」（1998年） - 厩舎の従業員
- 西部警察
  - 西部警察 (PART1)
    - 第8話「拳銃シンジケート」（1979年）
    - 第17話「地獄から還った刑事」（1980年）
    - 第32話「俺の愛した小さい奴」（1980年）
    - 第96話「黒豹刑事リキ」（1981年）

  - 西部警察 PART-II 第26話「-北都の叫び- カムバック・サーモン」（1982年）
  - 西部警察 PART-III
    - 第9話「白銀に消えた超合金X! 1 -福島・前篇-」（1983年）
    - 第13話「追跡! 1825日」（1983年）
    - 第41話「激突!!檀ノ浦攻防戦 -岡山・高松篇-」（1984年） - 西川（加ト吉工場主任）
- 男! あばれはっちゃく
  - 第18話「大当り! 占いマルヒ作戦」（1980年）
  - 第95話「燃やせ! 友情マルヒ作戦」（1982年）
- 特捜最前線
  - 第216話「レスポンスタイム3分58秒!」（1981年）
  - 第261話「ニューナンブ38口径!」（1982年）
  - 第297話「手配書を破る女!」（1983年）
  - 第304話「炎の女 瓢湖からのたずね人!」（1983年）
  - 第316話「ベートーベンを聴く刑事!」（1983年）
  - 第323話「二人の夫を持つ女!」（1983年）
  - 第337話「哀歌をうたう女!」（1983年）
  - 第357話「OL・疑惑の完全犯罪!」（1984年）
  - 第475話「単身赴任誘拐事件・窓際族の身代金!」（1986年）
  - 第494話「下着パーティーを覗いた女!」（1986年）
- 警視庁殺人課 第18話「ハイウェイ殺人事件・死の運び屋」（1981年）
- ドラマ・人間 第6話「息子よ! 母の乳房を撮りなさい」（1981年）
- 文吾捕物帳 第14話「紅かんざしの絆」（1982年）
- メタルヒーローシリーズ
  - 宇宙刑事ギャバン 第2話「盗まれた日本列島」（1982年） - 日本政府役人
  - 巨獣特捜ジャスピオン 第19話「呪いの海底人が笑う イルカの海SOS!」（1985年）
- 大戦隊ゴーグルファイブ 第23話「シャボン玉大作戦」（1982年） - 源太の父
- 新・女捜査官 第6話「女子高生の危険なアルバイト」（1983年）
- ザ・ハングマン
  - ザ・ハングマン4 第17話「浮気ドライブに追突事故が演出される!」（1985年）
  - ザ・ハングマンV 第12話「ハネムーン帰りの新妻が続々蒸発する!」（1986年）
  - ザ・ハングマン6 第10話「美少女がエイズの罠にはまる!」（1987年）
- 私鉄沿線97分署（1985年）
  - 第17話「あんたが悪い!? モテモテマン!!」
  - 第38話「パパを恨むな! キャンピング!!」
- ただいま絶好調! 第4話「88回目の母の日」（1985年）
- どうぶつ通り夢ランド 第11話「美女がセンターにやって来た!」（1986年）
- ゴリラ・警視庁捜査第8班 第32話「洞爺湖の女」（1988年）
- さすらい刑事旅情編 IV 第21話「南国土佐の殺意・ホテルから消えた女医」（1992年）

#### 東京12チャンネル→テレビ東京
- 大江戸捜査網
  - 第2シリーズ 第37話「庖丁殺人事件」（1972年）
  - 第3シリーズ
    - 第63話「必死の金庫破り!」（1974年）
    - 第124話「芸者殺しの罠」（1976年）
    - 第194話「お化け屋敷に消えた美女」（1977年）
    - 第424話「易者は殺しの暗号」（1982年）
    - 第472話「悪徳おんな市場 不倫の罠」（1982年）
    - 第515話「姫が消えた! 非情の囮作戦」（1983年）
- 旅人異三郎 第26話「惜別の舞に心が騒いだ」（1973年）
- プレイガール 第281話「女の夜の腕くらべ」（1974年） - 館員
- 眠狂四郎無頼控 第19話「毒牙を隠した花嫁」（1983年）
- 歴史サスペンス 隠密・奥の細道 第5話「湯煙りに泣く夫婦花」（1988年）

### 映画
- 激動の昭和史 沖縄決戦（1971年、東宝）
- 高校生無頼控（1972年、東宝）
- 戦争と人間 第三部 完結篇（1973年、日活） - 伍代満州支社員
- 海色の死（1975年、日活） - 田中真二
- 女教師 童貞狩り（1976年、日活） - 時田宗介
- あの感じ（1976年、日活） - 谷公平
- 野性の証明（1978年、東映）
- 団鬼六 蛇と鞭（1986年、にっかつ） - 戸倉
- ゴト師株式会社
  - ゴト師株式会社 悪徳ホールをぶっ潰せ!（1993年、松竹） - モナコ店長
  - ゴト師株式会社2 ゴト師 VS ゴト師（1994年、パル企画） - パーラー・オメガの店長
- Zの回路 復讐の裏ゴト師（1996年、パル企画） - 遠藤
- 極道戦国志 不動（1996年、ギャガ） - 持国晃

### オリジナルビデオ
- レイプ商人（1997年、ミュージアム）
- 獣の領分 （1997年、ケイエスエス）

### 舞台
- 黒蜥蜴 - 明智小五郎